# الميدالية الذهبية للمجلس الأعلى للبحوث العلمية
الميدالية الذهبية للمجلس الأعلى للبحوث العلمية (بالإسبانية: Medalla de Oro del CSIC)‏ هي ميدالية يمنحها المجلس الأعلى للبحوث العلمية بمثابة نوع من التكريم والتمييز للأفراد والكيانات. بدأ العمل بها عام 1989، وتُعد أعلى تكريم علمي في إسبانيا.

## الفائزون
- كارل مولر 11 مايو 1989.
- الملكة صوفيا 9 أكتوبر 1989.[2]
- سيلفيا ملكة السويد.[2]
- ستيفن هوكينج 23 أكتوبر 1989.[3]
- ريتا ليفي مونتالشيني 26 يناير 1990.[4]
- خوان كارلوس الأول 12 مايو 1993.[5]
- الإدارة الوطنية للملاحة الجوية والفضاء ناسا 25 مارس 1999.
- إدواردو توروخا ميريت 19 مايو 2002.[6]
- رامون مارجليف 4 نوفمبر 2002.[7]
- كلود كوهين تانوجي 10 مايو 2005.[8]
- تورستن فيزل 23 مارس 2006.[9]
- سوسومو تونيغاوا 2 أكتوبر 2007.[10]
- آلن هيغير 25 يناير 2007.[11]
- روي ج. غلاوبر 22 أبريل 2008.[12]
- رودولفو ييناس 20 نوفمبر 2012.[13][14][15]
- جوسلين بيل بورنيل 11 يونيو 2015.[16]